# Kefar Monash
Kefar Monash (hebr. ‏כפר מונש‎) – moszaw położony w samorządzie regionu Emek Chefer, w Dystrykcie Centralnym, w Izraelu.
Leży na równinie Szaron w otoczeniu miasteczka Kefar Jona, moszawów Bet Jicchak-Sza’ar Chefer, Kefar Jedidja, Hadar Am, Kefar Chajjim, Bet ha-Lewi i Channi’el, kibuców Miszmar ha-Szaron i Ha-Ogen, oraz wioski Gannot Hadar. Na południowy wschód od moszawu znajduje się baza szkoleniowa Sił Obronnych Izraela zwana „Obszarem 21”.
Jest siedzibą władz administracyjnych samorządu regionu Emek Chefer.

## Historia
Moszaw został założony w 1946 przez zdemobilizowanych żydowskich żołnierzy z Brytyjskich Sił Zbrojnych. Nazwano go na cześć australijskiego gen. sir Johna Monasha (1865-1931) z czasów I wojny światowej, który był Żydem.

## Edukacja
W moszawie znajduje się szkoła podstawowa Emek Hefer oraz centrum edukacji religijnej Chabad Kefar Monash.

## Kultura i sport
W moszawie jest ośrodek kultury oraz basen pływacki.

## Gospodarka
Gospodarka moszawu opiera się na intensywnym rolnictwie, sadownictwie, hodowli drobiu i bydła mlecznego.
Firma Aquology Ltd. rozwija systemy intensywnej hodowli homarów oraz obiekty produkujące słodką wodę do ich hodowli.

## Komunikacja
Przez moszaw przebiega droga nr 5711 , którą jadąc na zachód dojeżdża się do  drogi ekspresowej nr 4  (Erez–Kefar Rosz ha-Nikra), lub na wschód do moszawu Channi’el. Lokalna droga prowadzi na północny wschód do moszawu Bet ha-Lewi.